# トリーヌ・キヴィラーン
トリーヌ・キヴィラーン（Triinu Kivilaan、1989年1月13日 - ）は、エストニアの歌手・元モデルで、バニラ・ニンジャのメンバー。身長171cm。

## 来歴
キヴィラーンはヴィリャンディ出身。子供時代にはピアノとサックスを習う。
2004年に結成されたバニラ・ニンジャに最年少メンバーとして加入したが、2005年脱退。その後はソロ活動を行っている。2021年、バニラ・ニンジャに再加入。

## ディスコグラフィ

### アルバム
- Now and Forever (2008年)

### シングル
- "Home" (2008年)
- "Fallen" (2008年)
- "Be With You" (2008年)
- "Is It Me" (2009年)